# De Bonte Was
De Bonte Was was een Nederlandse radicaalfeministische vrouwenuitgeverij. De Bonte Was gaf van 1974 tot 1985 verscheidene werken over vrouwenonderwerpen uit en mocht meermaals aanzienlijke oplagen noteren.

## Geschiedenis
De Bonte Was werd op oudejaarsavond 1973 bedacht door vier vrouwen: Anneke van Baalen, Annemarie Behrens, Akke van der Meer en Greet Vooren. Eind 1974 werd de uitgeverij opgericht en hadden inmiddels Corrie van Dijk, Unita Ligteringen, Pamela Pattynama en Katja Rotte zich bij de groep gevoegd. De uitgeverij vestigde zich in het Vrouwenhuis, een kraakpand en feministisch bolwerk aan de Nieuwe Herengracht in Amsterdam. De eerste twee boeken, En ze leefden nog lang en gelukkig en Vrouwen over seksualiteit werden gestencild, volgende uitgaven werden bij een drukkerij ondergebracht. In een later stadium werden ook het zetwerk en de distributie uitbesteed.
De meeste boeken werden uitgegeven onder de auteursnaam De Bonte Was, omdat de teksten door verschillende personen in samenwerking tot stand kwamen. Vertalingen, dichtbundels en andere individuele werken werden wel onder de auteursnaam uitgegeven. Ook Anja Meulenbelt schreef, anoniem, teksten voor uitgaven van De Bonte Was.
Naast uitgeven hield de groep rond De Bonte Was zich ook bezig met houden van debatten en met activisme. Hoogtepunt van het laatste was de vrouwenstaking van 1981 tegen de als betuttelend ervaren nieuwe abortuswet, die in eerste aanleg door De Bonte Was werd georganiseerd.
Op enig moment begonnen de oplagen te dalen en in 1992 werd de uitgeverij opgeheven. De stichting die eigenaar was van de uitgeverij bleef bestaan als actiegroep.

## Werkwijze en ideologie
De organisatie was collectivistisch van aard: iedereen deed aan alles mee, van schrijven en vergaderen tot boeken inpakken voor verzending. Het radicaal feminisme kwam, naast de uitgaven, tot uitdrukking in de organisatie. Er mocht niet met mannen samengewerkt worden en alle werk was onbetaald omdat niemand aan het feminisme mocht verdienen. In De Feminist, een meer ideologische serie boeken, fulmineerde De Bonte Was onder meer tegen inkapseling, gesubsidieerd feminisme en "therapeutisering" van de vrouwenstrijd. In die zin wordt De Bonte Was wel het geweten van de tweede feministische golf genoemd. 
Ook geld verdienen aan het feminisme was voor de principiële vrijwilligersorganisatie uit den boze. Nadat Anja Meulenbelt De schaamte voorbij had gepubliceerd werd ze onofficieel woordvoerder van het feminisme en een van de gezichten ervan. Dat leidde er onder meer toe dat ze er geld aan verdiende en dat was voor De Bonte Was aanleiding tegen Meulenbelt te ageren.

## Uitgaven (selectie)
- 1974 - En ze leefden nog lang en gelukkig
- 1974 - Vrouwen over seksualiteit
- 1975 - Vrouwenwerk
- 1976 - Het Moederboek
- 1977 - Vrouwen over hulp bij ziekte en problemen
- 1978 - Het rode puzzelboekje voor vrouwen
- 1979 - Vrouwen tegen de verdrukking in
- 1982 - Zusterschap en daarna